# Lijst van burgemeesters van Groote Lindt
Dit is een lijst van burgemeesters van de voormalige Nederlandse gemeente Groote Lindt tot die gemeente in 1881 opging in de gemeente Zwijndrecht. In 1857 werden de gemeenten Kijfhoek en Heer Oudelands Ambacht bij Groote Lindt gevoegd.
| Ambtsperiode | Naam burgemeester   | Partij of stroming | Bijzonderheden |
| ------------ | ------------------- | ------------------ | --- |
| 1817 - 1827  | Jacob van 't Hoff   |                    | schout/burgemeester |
| 1827 - 1881  | Jacobus van 't Hoff |                    | tevens burgemeester van Heer Oudelands Ambacht (1827-1857), Heerjansdam (1827-1892), Kleine Lindt (1827?-1857), Sandelingen-Ambacht (1850-1852) en Kijfhoek (1850-1857); zoon van zijn voorganger |